# 埃玛·诺克斯
埃玛·诺克斯（英語：Emma Knox，1978年3月2日—），澳大利亚女子水球运动员。她曾代表澳大利亚国家队参加2004年和2008年夏季奥林匹克运动会水球比赛，其中2008年奥运会获得一枚铜牌。